# 達木黨蘇倫
達木黨蘇倫（？—1915年），蒙古族，喀尔喀蒙古札萨克图汗部左翼中旗人，喀尔喀札萨克图汗部左翼中旗札萨克镇国公。

## 生平
光绪十二年（1886年），达木党苏伦袭爵。光绪三十年（1905年）赏戴花翎。1910年至1912年，达木党苏伦担任清朝资政院外藩王公世爵议员，为扎克毕拉色钦毕都尔诺尔盟的代表。但达木党苏伦因病请假，未出席宣统二年（1910年）九月一日资政院开院。

## 家庭
- 先祖：喇布坦，雍正六年（1728年）授一等台吉并授札萨克。[2]
- 先祖：朗衮扎布，喇布坦之子。乾隆年间，因从征达瓦齐叙功，晋封镇国公。[2]
- 父：密法木散布，同治十三年（1874年）任扎克毕拉色钦毕都尔诺尔盟副盟长，光绪三年（1878年）任盟长。[2]